# A25 (Zwitserland)
De Zwitserse A25, ook wel Autobahnzubringer Appenzellerland genoemd, is een geplande autoweg in de kantons St.Gallen en Appenzell Ausserrhoden. De voorlopig geplande lengte is circa 10 kilometer, alhoewel toekomstig de A25 geheel tot aan Appenzell moet gaan lopen.
Het plan om de autoweg te bouwen is ontstaan uit het idee dat iedere kantonhoofdstad een aansluiting moet hebben op het Zwitserse hoofdwegennet. Tevens wil men met dit project de verkeersproblemen rondom Herisau oplossen. De kosten voor de bouw tot Herisau-Mooshalle worden op 500 miljoen CHF geschat.